# Pomatocalpa linearipetalum
Pomatocalpa linearipetalum är en orkidéart som beskrevs av Johannes Jacobus Smith. Pomatocalpa linearipetalum ingår i släktet Pomatocalpa och familjen orkidéer. Inga underarter finns listade i Catalogue of Life.